# Carl Ludwig
Carl Friedrich Wilhelm Ludwig (Witzenhausen, 29 de diciembre de 1816 – Leipzig, 23 de abril de 1895) fue un médico y fisiólogo alemán. Ludwig fue el fundador de uno de los más importantes institutos de fisiología en Alemania —Neue Physiologische Anstalt—, el cual tendría una gran influencia sobre el resto del continente europeo y América. Se destacó fundamentalmente en el área de la fisiología cardiovascular. Fue el inventor del quimógrafo —o manómetro—, un aparato que permite registrar de forma gráfica los cambios fisiológicos como la presión arterial y las contracciones musculares.
En 1842 obtuvo la plaza de profesor de fisiología en la Universidad de Marburgo y en 1846 comenzó a dictar clases de anatomía comparada. Años después dictó cátedras en las ciudades de Zúrich y Viena, y en 1865 se trasladó a la Universidad de Leipzig, donde fundó el instituto fisiológico que hoy en día lleva su nombre. Ludwig investigó varios temas relacionados con la fisiología de la presión sanguínea, del aparato excretor y la anestesia. En 1884 viajó a Inglaterra para recibir la medalla Copley por su trabajo científico en el campo de la fisiología. Como profesor de fisiología, formó a muchos de los principales fisiologístas de la historia como Henry Pickering Bowditch, William H. Welch, Iván Séchenov, Iván Pávlov, entre otros.
En 1932 la sociedad alemana de cardiología creó un premio que fue bautizado con su nombre, Carl-Ludwig-Ehrenmedaille —Medalla honoraria Carl Ludwig—, el cual se entrega a los más destacados científicos en el área de investigación cardiovascular.

## Biografía

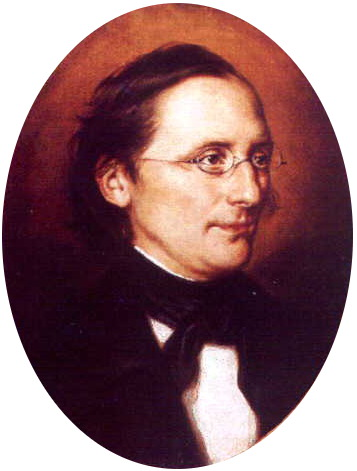
Retrato de Ludwig

Ludwig nació en Witzenhausen, una ciudad alemana ubicada cerca de Kassel. Sus padres fueron Friedrich Ludwig y Christiane Ludwig. Estudió la escuela secundaria en Hanau hasta su graduación en 1834. Aunque inició su carrera de medicina en la Universidad de Marburgo, se trasladó a la Universidad de Erlangen para continuar con sus estudios. Sin embargo, en 1839 regresó nuevamente a Marburgo, donde recibió su título de doctor ese año. Por motivos laborales y para continuar con sus primeras investigaciones Ludwig se estableció los siguientes diez años en esta ciudad. En un principio se le otorgó el cargo de prosector —o ayudante de anatomía y disección— de la Universidad de Marburgo, donde conoció a Ludwig Fick, quien más tarde fue nombrado decano de la facultad de Anatomía. Es así que a través de su amistad con Fick, fue ascendido al cargo de director de anatomía y disección. En 1842 fue ascendido una vez más al cargo de docente privado de fisiología y en 1846 obtuvo el puesto de profesor titular de anatomía comparada. En 1849 fue nombrado profesor y decano de la facultad de anatomía y fisiología de la Universidad de Zúrich, Suiza. Seis años después, en 1855, se trasladó a Viena como profesor de fisiología y zoología de la escuela militar de cirujanos Josephinum. En 1865 Ludwig fue nombrado decano de la recién creada facultad de Fisiología en la Universidad de Leipzig y mantuvo esta posición por el resto de su vida. Falleció el 23 de abril de 1895 a causa de una bronquitis e insuficiencia cardíaca.

### Carrera

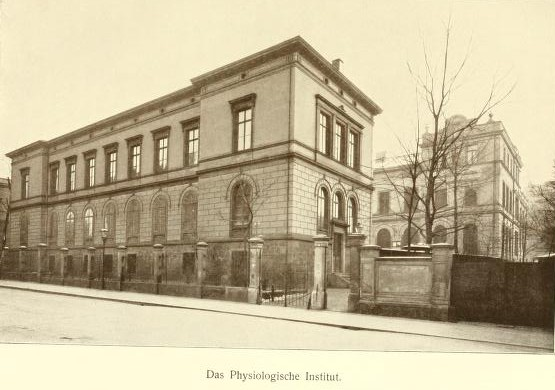
Instituto de Fisiología, inaugurado por Carl Ludwig en 1869

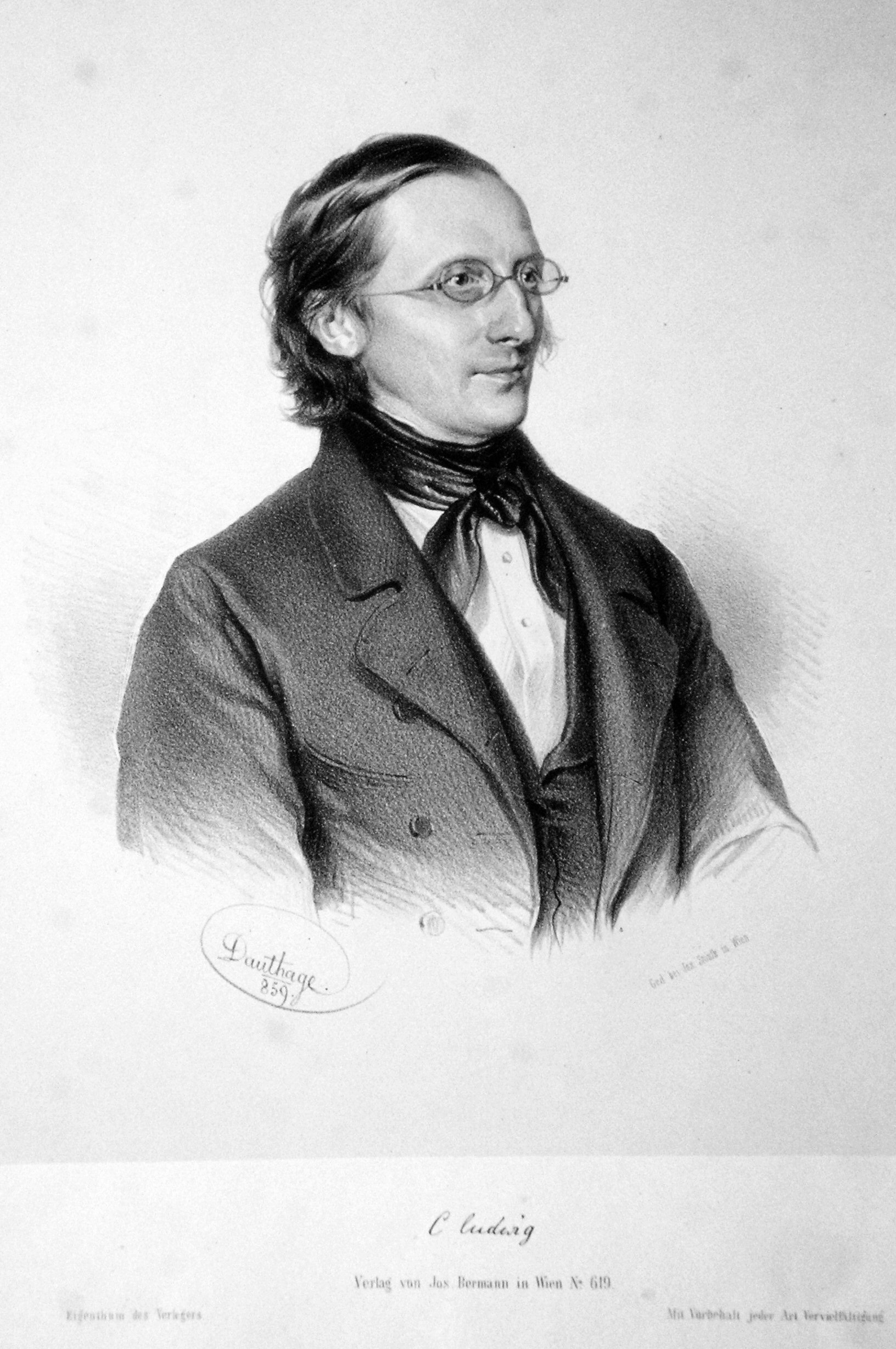
Litografía de Carl Ludwig realizada por el artista Adolf Dathage en 1859.

Ludwig promovió a mediados de siglo XIX un cambio en la metodología de estudio de la fisiología, de hecho, planteó nuevos métodos que integraban la física, la química y la anatomía, creó instrumentos especiales para facilitar su estudio —como el quimógrafo, la bomba de mercurio para el análisis de los gases arteriales y el Stromuhr, que era un dispositivo para medir el flujo sanguíneo— y formó la primera facultad dedicada únicamente a esta materia. Al igual que sus colaboradores y amigos, Hermann von Helmholtz, Ernst Wilhelm von Brücke y Emil du Bois-Reymond, a quienes conoció por primera vez en Berlín (1847), defendió la doctrina mecanicista, contraria a la doctrina vitalista. Básicamente creía que la vida tenía su origen en los procesos físico-químicos, al contrario de la idea de que la vida tiene un origen divino. 

Ludwig expresó sus ideas en contra del vitalismo en su célebre libro Lebrbuch der Physiologie des Menschen o Libro de la fisiología humana (1852-1856), ideas que había planteado anteriormente en sus ensayos sobre los procesos de secreción del aparato urinario de 1842 y sus siguientes trabajos. 

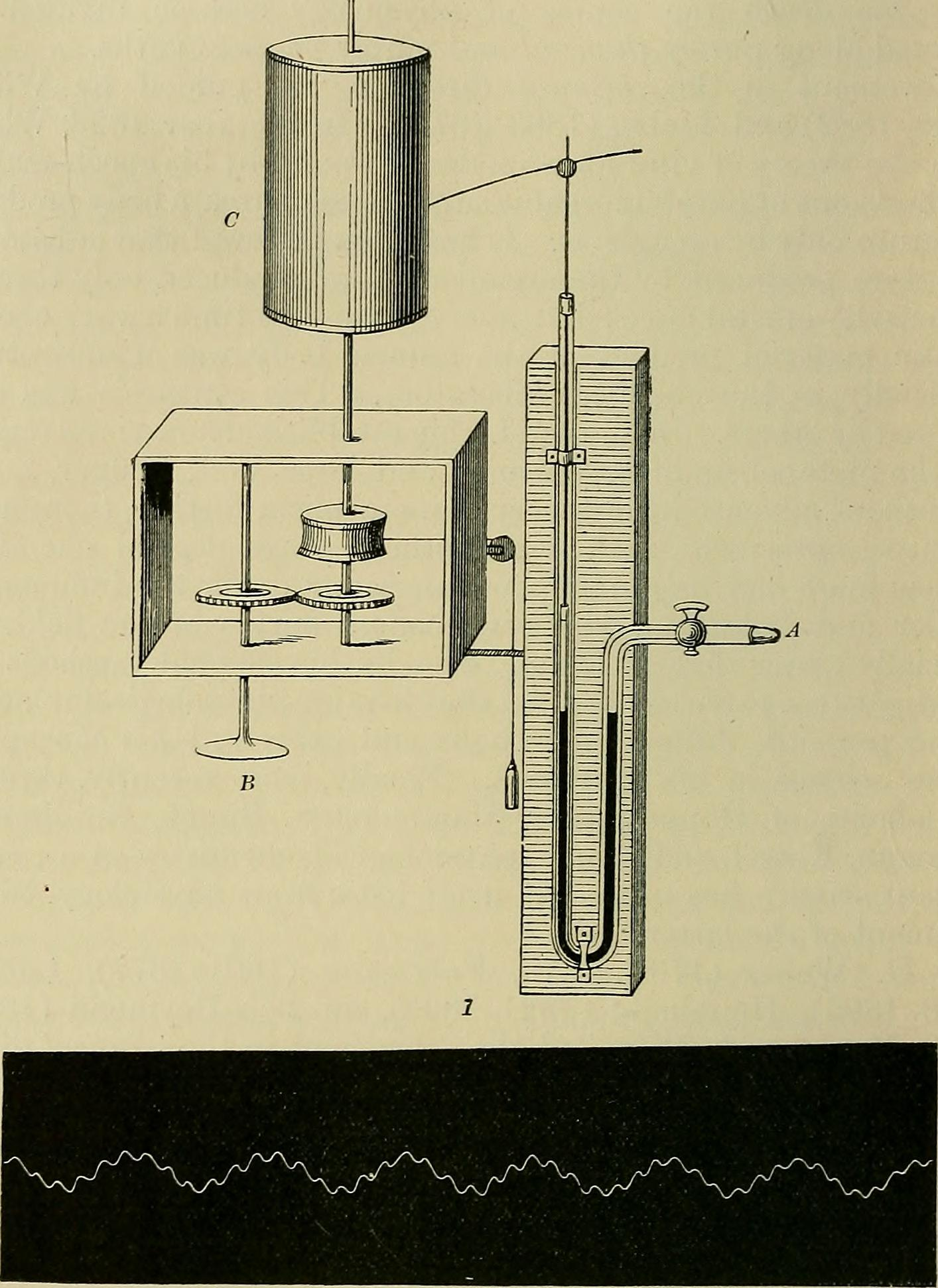
Kymógrafo (arriba) y registro de la onda de presión arterial línea blanca sobre negro (abajo).

De hecho fue uno de los responsables del progreso de la fisiología, no solo por sus descubrimientos, sino también debido a los nuevos métodos y dispositivos que introdujo. Concerniente a la secreción, demostró que las glándulas secretorias, como las submaxilares, son más que simples filtros y que su acción secretoria es asistida por cambios químicos y térmicos y por la sangre que fluye a través de ambos. Ludwig demostró la existencia de nuevas clases de nervios secretorios que controlan esta acción, y reveló que si los nervios son apropiadamente estimulados las glándulas salivales continúan secretando.
Inventó el quimógrafo  (del griego: Kyma onda y grafion registro) para obtener un registro escrito de las variaciones en la presión sanguínea en los vasos sanguíneos, y este aparato no solo le condujo a establecer importantes conclusiones con respecto a la mecánica de la circulación de la sangre, sino que además le permitió el uso del método gráfico en investigaciones fisiológicas. 

Para el propósito de sus investigaciones de los gases en la sangre, diseñó un sistema de bombeo de la sangre por medio de mercurio, que tras varias modificaciones logró obtener un uso exhaustivo. Con el empleo de este método pudo realizar numerosas investigaciones de los gases en la glándula linfática, los intercambios gaseosos en los músculos vivos, y el significado de las sustancias oxidadas en la sangre. 

Ludwig realizó grandes contribuciones a las diversas ramas de la fisiología, a excepción de la fisiología de los sentidos. Tuvo una gran importancia como profesor y como fundador de una escuela. Bajo su dirección el Instituto fisiológico de Leipzig ( Instituto Carl Ludwig de Fisiología [CLI]) se convirtió en un centro organizado de investigación fisiológica.

## Eponimia
- El cráter lunar Ludwig lleva este nombre en su memoria.[14]